# Histórica
Histórica es una revista peruana, de publicación anual, dedicada a la historia del Perú, de la Amazonia y del mundo andino. También acepta trabajos de historia latinoamericana y de historia global que guarden relación a la región andina.
Está a cargo del Departamento de Humanidades de la Pontificia Universidad Católica del Perú y publica artículos inéditos en español y inglés, reseñas de libros históricos publicados recientemente. Además publica monografias a modo de números misceláneos.
Su primera publicación fue realizada en 1977.